# WWE All Stars
WWE All Stars è un videogioco di wrestling della WWE creato dalla THQ e pubblicato nel 2011 per PlayStation 2, PlayStation 3, PlayStation Portable, Xbox 360, Wii e a partire da novembre 2011 anche per Nintendo 3DS.
L'obiettivo è quello di creare un dream roster sia per i più giovani, sia per gli anziani che hanno nostalgia dei miti degli anni settanta-ottanta-novanta.
Lo stile di gioco, ovvero il gameplay, possiede un approccio molto più arcade rispetto a giochi di wrestling come il contemporaneo WWE SmackDown vs. Raw 2011.
Lo studio di sviluppo è diverso dalla solita serie Smackdown vs Raw, infatti si tratta di THQ San Diego, uno studio di sviluppo appartenente alla stessa THQ.

## Sviluppo
Il primo annuncio ufficiale per i giochi WWE All Stars e WWE SmackDown vs. Raw 2011 è stato fatto in occasione dell'E3 nel giugno 2010 da THQ.

## Modalità di gioco
Possiamo usufruire di quattro modalità: Esibizione, Online, Path of Champions e Fantasy Warfare.
- La prima è il classico match di esibizione, che ci permette di controllare la superstar che desideriamo contro un'altra scelta da noi.
- La modalità online, come suggerito dal nome, consiste in match giocati in rete.
- I Fantasy Warfare match sono stati pensati con l'intento di far confrontare ai giocatori una determinata superstar attuale contro una leggenda del passato; i personaggi sono già inseriti e chi gioca può scegliere uno o l'altro; man mano che si vince una sfida, ne viene sbloccata un'altra (in tutto sono circa quindici), e questo è l'unico modo per sbloccare alcuni personaggi del gioco inizialmente non presenti, come Eddie Guerrero o Edge.
- In Path of Champions, usando una sola superstar, dovremo arrivare attraverso 3 modalita' (da dieci incontri ciascuno) ad alcuni traguardi, come conquistare il titolo WWE contro Randy Orton ,quello dei pesi massimi contro The Undertaker e quello del World Tag Team Championship contro la D-Generation X ( Triple H e Shawn Michaels). In questa modalità potremo sbloccare costumi alternativi per tutte le superstar.

### Roster
| WWE | Leggende |
| --- | --- |
| - John Cena - Triple H - Rey Mysterio - John Morrison - Big Show - Kofi Kingston - Sheamus - Randy Orton - Jack Swagger - Kane - Edge - CM Punk - The Miz - Drew McIntyre - The Undertaker | - André the Giant - Randy Savage - Bret Hart - Ricky Steamboat - The Rock - Hulk Hogan - The Ultimate Warrior - Eddie Guerrero - Sgt. Slaughter - Jake Roberts - Roddy Piper - Mr. Perfect - Steve Austin - Shawn Michaels - Jimmy Snuka |

### DLC
| Million Dollar Pack             | Free Bonus Characters          | American Dream Pack          | All-Time Greats Pack                           | Southern Charisma Pack                      |
| ------------------------------- | ------------------------------ | ---------------------------- | ---------------------------------------------- | ------------------------------------------- |
| - Ted DiBiase - Ted DiBiase Jr. | - The Honky Tonk Man - R-Truth | - Dusty Rhodes - Cody Rhodes | - Animal - Hawk - Jerry Lawler - Chris Jericho | - Mark Henry - Michael Hayes - Big Boss Man |

## Commentatori
- Jim Ross
- Jerry Lawler
- Howard Finkel

## Versione Nintendo 3DS
Il 30 agosto 2011 THQ annunciò che, a partire dal 22 novembre 2011 negli Stati Uniti e dal 25 novembre dello stesso anno in Europa, il gioco sarebbe stato reso disponibile anche per Nintendo 3DS. In questa versione sono presenti due nuove modalità di gioco e tutti i lottatori usciti nelle espansioni. Le modalità nuove sono Score Scramble e Gauntlet; nella prima i giocatori possono combattere fino a quando una persona ottiene 50,000 punti oppure lottare in un match con limite di tempo. In Gauntlet, i giocatori affrontano l'intero roster di WWE All Stars (esclusi i wrestler creati). Inoltre, è stata eliminata l'abilità di scegliere una mossa finale diversa da quella predefinita nel parco mosse di uno specifico personaggio. Per esempio, se un giocatore sceglie il parco mosse di Hulk Hogan nella creazione di un wrestler, la mossa finale di questo sarà automaticamente il Leg drop.

## Accoglienza
La rivista Play Generation diede alle versioni per PlayStation 3, PlayStation 2 e PlayStation Portable un punteggio di 80/100, trovandolo un arcade divertente e immediato, che tuttavia mancava di rifiniture e di mordente sulla lunga distanza.